# Fantastische vertellingen
Fantastische vertellingen zijn de eerste korte verhalen van F. Bordewijk, in de jaren 1919-1924 gepubliceerd in drie bundels. Het werk van Edgar Allan Poe was volgens de recensies de duidelijkste invloed.

## Drie bundelsFantastische vertellingen
Als prozaïst debuteerde Bordewijk met Fantastische vertellingen (1919), een bundel met vijf novellen of verhalen. Daarna volgden Fantastische vertellingen: tweede bundel (1923, eveneens vijf verhalen) en Fantastische vertellingen: derde bundel (1924, drie novellen). De dertien verhalen uit deze drie bundels zijn aarzelende pogingen van een schrijver om een genre (ruwweg: het griezelverhaal) te beoefenen dat zijn macht te boven gaat. Het griezelverhaal is een moeilijk genre, vanwege het grote gevaar af te zakken naar overdrijving en banaliteit. De auteur dient de verschrikking, iets buitenissigs en fantastisch, aannemelijk te maken binnen een alledaags decor. Het griezelelement mag echter niet te buitenissig zijn, op het gevaar af geen geloofwaardigheid te bereiken. Bordewijk overschrijdt deze grens voortdurend (in De rode grijsaard uit de derde bundel trouwt een vrouw met een aap).
Op het niveau van de beschrijving zijn de Fantastische vertellingen eveneens het werk van een nog onvolgroeid auteur: er is sprake van een losse compositie, van overbodige uitweidingen, van saaiheid en een weinig persoonlijke, vaak zelfs slechte stijl, die in de dialogen onbeholpen aandoet.
Toch vertonen deze fantastische vertellingen in de kiem al enige kenmerken van Bordewijks latere verhalen. Overheersende motieven in deze bundels zijn waanzin, mismaaktheid, misdadigheid en ontucht, waarvan vooral de misdadigheid in het latere werk vaak zal terugkeren. Er is sprake van schizofrene achtervolgingswaanzin (Dr. Testals dubbelganger eerste bundel), van op moord uitlopende godsdienstwaanzin (In plenitudine Christi, eerste bundel), van overspel (Talamon of Ye Olde Bowe, derde bundel) en van een massamoordenaar (Marion Quinn, derde bundel). Een tweede overeenkomst met de latere Bordewijk is de fantastische aard van veel verhalen, niet alleen in de beperkte betekenis van bovennatuurlijk of onwaarschijnlijk, maar ook in bredere zin opgevat als zeldzaam of merkwaardig: zo handelt Tatjana, uit de tweede bundel, over een Hollandse koopman die de dochter van een tsaar uit het revolutionaire Rusland tracht te smokkelen.
Het verhaal Marion Quinn uit de derde bundel is in tweeërlei opzicht een overgangsverhaal: literair-esthetisch is het superieur aan de andere onderdelen van de drie bundels, en naar de inhoud wijst het verhaal vooruit naar de korte prozawerken zonder literaire pretenties die Bordewijk vanaf 1950 zou publiceren.
Bij alle ontwikkeling die hij nog door zou maken, toonde de onrijpe Bordewijk zich hier in één opzicht al meteen trefzeker: van meet af aan leverde zijn verbeelding proza op met een kenmerkende lengte van enkele tientallen bladzijden. In combinatie met de vasthoudendheid aan het genre zoals die blijkt uit de publicatie van maar liefst drie bundels vertellingen achter elkaar (plus een handvol niet gebundelde vertellingen in tijdschriften), mag de slotsom luiden dat de jonge Bordewijk al opmerkelijk koersvast was.

## Fantastische vertellingenin de literaire kritiek
De literaire kritiek reageerde in meerderheid afwijzend op de bundels. De eerste bundel lijkt de dagbladpers te zijn ontgaan, maar een citaat uit de in De Nieuwe Gids verschenen recensie werd afgedrukt op de flaptekst van de tweede bundel. In het citaat werd Bordewijk een bescheiden plaatsje naast Edgar Allan Poe en E.T.A. Hoffmann toebedeeld. Dat was reden voor het dagblad Voorwaarts van 23 juli 1923 om in haar recensie van de tweede bundel de meeste plaatsruimte aan Poe te wijden, om vervolgens te concluderen dat Bordewijk niet in diens schaduw kon staan. In Het volk van 18 juli 1923 schamperde A.M. de Jong over "dit stumperige poginkje om een uitheems genre in onze litteratuur in te voeren" en zag de door "anderen" gemaakte vergelijking met Poe aan voor hoogmoed van de auteur zelf: "Ach, deze arme meneer Bordewijk, die zo gaarne een Hollandse Poe wou lijken". Ook in besprekingen van de derde bundel werd de vergelijking met Poe gemaakt. Onder de kop 'Rare menschen' oordeelde De Telegraaf van 10 januari 1925 dat Bordewijks vertellingen "toch nog niet van die benauwende spanning zijn als Poe's beroemde gruwelhistories". Er was echter één kritiek, in Het Vaderland van 24 november 1924, waarin over de aard van Bordewijks werk werd gesproken in bewoordingen die thans profetisch aandoen. Bordewijk houdt zijn lezers voortdurend onder een beklemming of een angstig voorgevoel: "dit te bereiken is het geheim van Bordewijks eigenaardige kunst." Gezien de andere recensies is het opmerkelijk dat Bordewijk niet als een epigoon van Poe, maar als een eigenaardig, dus oorspronkelijk kunstenaar wordt omschreven.

## Lijst
Bundel 1
- Wat ik vond bij Baruch Blazer. (46 p.)
- De noordkant van den Näobühler. (33 p.)
- Dr. Kalkemeijer en de dood. (52 p.)
- In plenitudine Christi. (47 p.)
- Twee proeven genomen op Jos van der Haerden. (36 p.)

Bundel 2
- Tatjana. (62 p.)
- De Joodsche cel. (68 p.)
- Dr. Testal's dubbelganger. (47 p.)
- Nachtelijk paardengetrappel. (71 p.)
- Talamon of Ye Olde Bowe. (51 p.)

Bundel 3
- Marion Quinn. (129 p.)
- De roode grijsaard. (67 p.)
- Alexa Lioesens. (96 p.)